# بيرت أوزوالد
بيرت أوزوالد (بالإنجليزية: Bert Oswald)‏ (20 ديسمبر 1904 في المملكة المتحدة - 1961 في المملكة المتحدة) هو لاعب كرة قدم بريطاني (وحمل سابقاً جنسية المملكة المتحدة لبريطانيا العظمى وأيرلندا) في مركز الهجوم. لعب مع شيفيلد يونايتد ونادي ريدنغ ونادي ساوثيند يونايتد وهارت أوف ميدلوثيان وBo'ness F.C. ‏.